# 戈爾德河 (埃格河支流)
48°52′27.70″N 10°30′39.71″E / 48.8743611°N 10.5110306°E
戈爾德河（德語：Goldbach）是德國的河流，位於該國東南部，由巴伐利亞負責管轄，屬於埃格河的左支流，河道全長11.6公里，流域面積34.1平方公里。